# Guaranteed (album Level 42)
Guaranteed è un album del gruppo musicale britannico Level 42, pubblicato dall'etichetta discografica RCA nel 1991.
L'album, disponibile su long playing, musicassetta e compact disc, è prodotto dallo stesso gruppo e Wally Badarou.
Dal disco vengono tratti i singoli Guaranteed, Overtime e, l'anno seguente, My Father's Shoes.

## Tracce

### Lato A
1. Guaranteed - 4:51
2. Overtime - 4:47
3. Her Big Day - 5:09
4. Seven Years - 4:42
5. Set Me Up - 4:28
6. The Ape - 4:17

### Lato B
1. My Father's Shoes - 5:14
2. A Kinder Eye - 5:45
3. She Can't Help Herself - 5:00
4. If You Were Mine - 5:01
5. Lasso the Moon (disponibile solo nelle versioni MC e CD) - 4:02
6. With a Little Love (disponibile solo nelle versioni MC e CD) - 4:07